# Pachyrhizus ahipa
La ahipa (Pachyrhizus ahipa) o ajipa, es una planta leguminosa originaria de los Andes, cultivada especialmente por sus raíces tuberosas, las cuales son comestibles.

## Taxonomía
Pachyrhizus ahipa fue descrita por el ingeniero y botánico argentino Lorenzo Raimundo Parodi en Anales de la Academia Nacional de Agronomía y Veterinaria 1:37 en 1935.

## Nombres comunes
- Ahipa, jacatupé[4]